# Kunst und Kultur im Landessender Beromünster
Kunst und Kultur im Landessender Beromünster (KKLB) war ein Kunst- und Kulturhaus, welches 2010 eröffnet wurde und sich im ehemaligen Betriebsgebäude des Landessenders Beromünster befand. Es stand bis 2023 unter der künstlerischen Leitung von Werner Alois Zihlmann (alias Wetz) und Silas Kreienbühl. Neben der Ausstellungstätigkeit fanden im KKLB Kulturveranstaltungen, Tagungen und Seminare statt. 2023 wurde das Haus verkauft und wird nun gewerblich genutzt.

## Geschichte
Seit 2011 wurden im ehemaligen Sendegebäude des Landessenders Beromünster in Ausstellungsräumen Arbeiten von Kunstschaffenden mit nationaler und internationaler Ausstrahlung gezeigt. Neben den Wechselausstellungen in drei Kunsthallen waren in Kabinetten und in der Kunsthalle 4 jeweils Arbeiten von Kunstschaffenden über einen längeren Zeitraum zu sehen. Die Ausstellungen und die dazugehörige Kunstvermittlung waren Kern und Ziel des KKLB.
2017 wurde die administrative Leitung von der künstlerischen Leitung getrennt und von Vizedirektorin Rahel de Col und CDO David Bucher übernommen.
Seit Januar 2017 ist das KKLB auch mit einer Filiale in Berlin vertreten. Dort stehen nicht der Ort, die Sammlung oder ein Ausstellungsprogramm im Zentrum, sondern die Wahrnehmung.